# 大田原西那須野バイパス
大田原西那須野バイパス（おおたわらにしなすのバイパス）は栃木県大田原市から那須塩原市にかけての国道400号のバイパスである。
旧道はすでに県道等に降格となっており、現在は本バイパスが国道400号の現道となっている。

## 概要
大田原市街地・西那須野市街地にかけて旧国道400号の沿線は、市街化によって交通量が増加し慢性的に渋滞が発生していた。大田原市と那須塩原市を結び東北自動車道西那須野塩原ICへ直結するバイパスを整備し、安全で円滑な交通の確保、大田原・那須塩原市街地間の交流の促進、救急医療活動の支援を目的としている。
1989年度からバイパスを整備し、20年後の2009年に全線供用した。

### 路線データ
- 起点：栃木県大田原市美原
- 終点：栃木県那須塩原市太夫塚
- 距離：5.0km
- 幅員：25m（車道13m、歩道両側4.5m）
- 車線数：全線4車線
- 総事業費：137億円

## 歴史

### 年表
- 1987年度：都市計画決定
- 1989年度：事業化
- 1990年度：用地着手
- 1995年度：工事着手
- 2000年3月：起点 ‐ 西那須野町西幸町間3.2kmが暫定2車線で開通
- 2009年3月21日：全線4車線で開通、供用開始

### 旧道
本バイパス全通前は大田原および西那須野の中心部を通過する大田原市金燈籠交差点 - 那須塩原市三島北交差点（国道4号交点）間が国道400号として指定されていた。この区間のうち金燈籠交差点 - 日赤病院入口交差点間は栃木県道53号大田原高林線、日赤病院入口交差点 - 大田原・那須塩原市境間は大田原市道西那須野線、大田原・那須塩原市境 - 三島北交差点間は那須塩原市道睦石林線にそれぞれ降格となった。
また、国道4号よりも西側の区間（那須塩原市西三島 - 南赤田間）2.7kmは、もともとあった市道を新たに国道400号に指定し、大田原西那須野バイパスと直通している。この区間の旧道（同市三島 - 南赤田間）も国道指定を解除され、2009年4月1日より那須塩原市道塩原街道線となった。この旧道沿線にある道の駅は「道の駅にしなすの」から「道の駅那須野が原博物館」に改名された。
この経路変更により、従来国道461号および栃木県道271号大田原矢板線であった大田原市金燈籠交差点 - 美原交差点間にさらに国道400号が重複指定された。

## 地理
バイパス沿線には、郊外型ロードサイド店舗の集積が進んでいる。

### 沿線施設
- 栃木県立県北体育館
- 栃木県県北家畜保健衛生所
- 那須塩原市立西那須野中学校
- サクサホールディングス栃木事業場
- 美原公園
- 烏ヶ森公園

#### 商業施設
- ヨークベニマル大田原店
- 東武宇都宮百貨店大田原店
- ベイシアスーパーセンター那須塩原店
- ケーズデンキ西那須野店
- ヨークベニマル西那須野店

### 接続する主な道路
- 国道461号
- 栃木県道306号西那須野下石上線
- 国道4号